# 普拉塔加爾縣
普拉塔加爾縣是印度的一個縣，位於該國北部，由北方邦負責管轄，面積3,717平方公里，識字率為73.1%，2011年人口3,173,752，人口密度每平方公里854人。

## 外部連結
- 官方网站